# أمريكان موتورز
أميركان موتورز (بالإنجليزية: American Motors)‏ ، ويختصر حرف أم إم سي من كلمة أميركان موتورز كوربيشن (شركة السيارات الأمريكية) ، أسست عام 1954م، وأنتجت عدداً من السيارات ومنها سيارة جيب شيروكي، وأعلنت إفلاسها عام 1998م.

## وصلات خارجية
- The American Motors Owners Association
- The AMC Rambler Club
- IMCDB: AMC vehicles in movies & TV shows
- "AMC in the US". مؤرشف من الأصل في 2009-05-01. اطلع عليه بتاريخ 2012-08-31.
- AMC photo gallery